# Elección del líder del Partido Liberal Democrático de Japón de 2008
Dentro del Partido Liberal Democrático (PLD) de Japón se realizó una elección luego de que el líder del partido, el primer ministro de Japón Yasuo Fukuda anunciará su renuncia el 1 de septiembre de 2008, a sólo once meses de asumir su cargo el 25 de septiembre de 2007 luego de la elección del líder el 23 de septiembre de 2007. Tarō Asō, quien perdió contra Fukuda en la elección del 2007, fue visto como el favorito para reemplazarlo, y anunció el 2 de septiembre de 2008 que estaba listo para tomar el cargo como líder del partido. Asō ganó la elección del líder contra cuatro oponentes, recibiendo el 67% de los votos.
Luego, Yuriko Koike, una antigua ministra de Defensa allegada al primer ministro Junichiro Koizumi, decidió enfrentarse contra Asō; en este caso, el liderazgo del PLD sería visto como elegir entre un conservador tradicionalista como Asō y una reformista heterodoxa como Koike. El ministro de Economía Kaoru Yosano y el exministro de Transporte Nobuteru Ishihara, hijo del controversial nacionalista de derecha y gobernador de Tokio Shintarō Ishihara, también aspiró a la elección, así como el antiguo ministro de Defensa Shigeru Ishiba, el viceministro de Exterior Ichita Yamamoto y el antiguo ministro de Ciencia y Economía Yasufumi Tanahashi. La campaña comenzó el 10 de septiembre de 2008; un total de 528 eran elegibles para votar (387 miembros de la Dieta y 141 representantes prefecturales).
Para participar en la elección, los candidatos debían obtener veinte firmas de los electores. Asō formalmente declaró su candidatura el 5 de septiembre, y Koike el 8 de septiembre. Yosano, Ishiba e Ishihara también aplicaron, mientras que Yamamoto y Tanahashi decidieron declinar. Koizumi anunció que apoyaría y votaría por Koike.
En el día de la elección, Asō aseguró el voto de al menos el 60% de los electores y asumió la victoria de la elección en la primera ronda.
Asō ganó la elección con unos 351 votos (66,5%). Yosano obtuvo 66 votos (12,5%), Koike 46 votos (8,7%), Ishihara 37 votos (7%) e Ishiba 25 votos (4,7%). Asō asumió el cargo de primer ministro el 24 de septiembre de 2008.

## Elecciones pasadas
- Elección del líder del Partido Liberal Democrático de Japón de 2007